# Demontageplanung und -steuerung
Die Demontageplanung und  -steuerung (DPS) stellt, analog zur Produktionsplanung und -steuerung (PPS), neben der Arbeitsplanung einen Teil der Arbeitsvorbereitung dar. Die DPS umfasst die organisatorisch/dispositive Seite der Demontage. Insbesondere steht bei Systemen bzw. Konzepten der DPS das Produktrecycling im Vordergrund. Analog zu konventionellen PPS-Systemen bzw. Konzepten werden die komplexen Probleme operativer Planung und Steuerung sukzessive gelöst und sog. „Ersatzziele“ verfolgt. Durch niedrige Durchlaufzeiten, hohe Termintreue und Lieferbereitschaft, geringe Bestände und eine hohe und gleichmäßige Kapazitätsauslastung wird ein positiver Einfluss auf die Wirtschaftlichkeit vermutet.
Der grundlegende Unterschied von PPS und DPS ergibt sich durch das Vorliegen einer dualen Leistungssituation (Service- und Produzentenleistung) der Demontagebetriebe, einer dualen Kosten- und Erlössituation (Kosten und Erlöse auf der Input- und Outputseite), hoher Unsicherheit (z. B. hinsichtlich der Altgeräteanfallmengen) und hoher Komplexität (z. B. hinsichtlich zusätzlicher Freiheitsgrade durch Altgerätebaugleichheiten).
Daraus lassen sich drei Hauptanforderungen an DPS-Konzepte ableiten:
1. Der Planungsprozess muss durch Demontageerzeugnisse getrieben werden
2. Altgeräte müssen bedarfsgesteuert beschafft werden
3. Unsicherheit und Komplexität müssen reduziert werden

Auf Basis der Prozessähnlichkeiten von Produktion und Demontage sowie der Forderung nach geringem Aufwand für Implementierung und Einsatz von DPS-Systemen werden konventionelle PPS-Konzepte (basierend auf MRP II) entsprechend demontageinduzierter Anforderungen angepasst. Unscharfe und unsichere Daten werden mithilfe von z. B. Prognosen und Fuzzy-Analysen in quasi-deterministische Daten überführt. Eine robuste Planung und ein antizipatives Störungsmanagement vermindern bzw. senken Störungsauswirkungen. Dem Ansatz des Sukzessivplanungskonzepts folgend, wird die Demontageplanung in einzelne, Planungsstufen zerlegt, um die Komplexität zu verringern. Funktionen werden z. T. ergänzt (z. B. Variantenkonfiguration), modifiziert (z. B. Sekundärbedarfsplanung) oder bereits auf Konzeptebene in externe Systeme ausgelagert (z. B. Fuzzy-Analysen, lineare Optimierung).